# دوراند ای‌آر۱
دوراند ای‌آر۱ (به انگلیسی: Dorand_AR) یک هواگرد ملخ‌پیشین تک‌موتوره از نوع شناسایی ساخت شرکت Section Technique de l'Aéronautique است. هواگرد دوراند ای‌آر۱ نخستین پروازش را در ۱۹۱۶ میلادی انجام داد. این هواگرد در سال ۱۹۱۷ میلادی رسماً معرفی گردید.
طراح این هواگرد، Georges Lèpere بود.